# Студія С
Студія С (англ. Studio C) — комедійне скетч-шоу (від англ. слова sketch — комедійна замальовка), яке транслюється з 8 жовтня 2012 року по понеділкам на американському телеканалі BYUtv (онлайн-трансляція в Інтернеті на byutv.org). Назва шоу походить від назви приміщення на телеканалі BYUTV, у якому знімається шоу. Учасниками шоу є 10 акторів, які одночасно з цим є співавторами більшості скетчів та жартів. Над створенням кожного випуску даного шоу працює понад 100 співробітників. У «Студії С» є власний канал на YouTube, у якого на даний момент є понад 600 000 підписників та 375 мільйонів переглядів. Зараз триває шостий сезон шоу.
Головний девіз Студії С — «Чиста комедія для усієї родини».

## Історія
Засновниками Студії С є Метт Міз (Matt Meese) та Джаред Шорз (Jared Shores). Наприкінці 2010 року американський телевізійний канал BYUTV вирішив розширити свій контент, шляхом створення свого власного комедійного шоу. Джареду Шорсу, директору телеканалу з розширення було доручено знайти ідеї та виконавців для даного шоу.
У листопаді 2010 року Шорз вперше зустрівся з Меттом Мізом, ключовим виконавцем та сценаристом студентської комедійної трупи під назвою «Божественна комедія» (Divine Comedy), яка функціонує на території Університету Брігама Янга-Айдахо (Brigham Young University-Idaho). На той час Метт разом зі своїми трьома друзями: Джейсоном Греєм (Jason Gray), Уітні Колл (Whitney Call) та Меллорі Евертон (Mallory Everton) писали сценарії та жарти для Божественної комедії, знімали кліпи (які потім викладали на ютубі), а також мріяли про створення свого власного комедійного скетч-шоу. Зі слів Метта «Такий шанс не можна було втрачати!». Тому під час зустрічі з Джаредом завдячуючи раніше створеним кліпам та просто шаленій підтримці з боку фанатів йому вдалося переконати останнього у профпридатності даного задуму.
Згодом Джаред став продюсером і ключовою фігурою даного шоу, а Метт став його помічником і головним сценаристом. Ключовими виконавцями також стали Джейсон Грей (Jason Gray), Вітні Колл (Whitney Call) та Меллорі Евертон (Mallory Everton).
На створення шоу пішло біля року (за цей час були вирішено десятки побутових питань, найнято на роботу більше сотні технічних спеціалістів). У липні 2011 року почалися зйомки першого сезону, який вийшов на екрани 8 жовтня 2012 року і протривав два місяці (До 10 грудня включно).
- Другий сезон (12 випусків): 1 квітня — 17 червня 2013 року.

- Третій сезон (10 випусків): 15 жовтня — 10 грудня 2013 року.

- Четвертий сезон (10 випусків): 7 квітня — 16 червня 2014 року.

- П'ятий сезон (10 випусків): 6 жовтня — 8 грудня 2014 року.

- Шостий сезон (20 випусків): 7 вересня 2015 року — 18 квітня 2016 року.

## Інші джерела/корисні посилання
- Студія С на BYUtv [Архівовано 23 березня 2016 у Wayback Machine.]
- Канал на YouTube [Архівовано 30 грудня 2015 у Wayback Machine.]
- Сторінка на IMDB [Архівовано 28 березня 2016 у Wayback Machine.]
- Сторінка у Твіттері [Архівовано 11 травня 2016 у Wayback Machine.]
- Сторінка в Інстаграмі [Архівовано 11 травня 2016 у Wayback Machine.]
- Сторінка на Facebook [Архівовано 13 квітня 2016 у Wayback Machine.]
- Інтерв'ю з ключовими акторами Студії С [Архівовано 2 квітня 2016 у Wayback Machine.]